# Kopa (číslovka)
Kopa (polsky kopa, bělorusky капа́, litevsky kapa, ukrajinsky копа́, latinsky sexagena) je historická číslovka a měrná jednotka. Označovala množství 60 kusů nebo 5 tuctů počítaných jednotek. Peněžní jednotka kopa (v německých zemích nazývaná Schock) se používala k počítání většího množství peněz, zejména pražských grošů. 

## Historie a užívání

### Původ
Kopa původně označovala množství pražských grošů, které bylo možné razit z 1 hřivny stříbra. V Litevském velkoknížectví to bylo 60. V Polsku se za vlády Kazimíra Velikého (1333–1370) hmotnost hřivny snížila asi o 20 %, v Polsku kopa tedy představovala 48 grošů. V 15. století ovšem Polsko přijalo litevskou definici kopy o 60 groších. Jednotka byla oficiálně zrušena za ruské nadvlády v roce 1825, ale v každodenním užívání přežívala až do počátku 20. století.
V 15.–18. století se zejména ve střední a východní Evropě, v Litevském knížectví a Polsko-litevské unii kopa používala k počítání snopů obilí nebo většího množství jiných produktů (hřebíků, vajec, zelí atp.).

#### Kopa jako peněžní jednotka
Kopa se coby historická účetní jednotka používala v Čechách, v Sasku a ve Slezsku. V Litevském knížectví a Polsko-litevské unii se státní finance v 16. století počítaly v kopách litevských grošů.  
V kopách pražských grošů se pak například počítalo výkupné a válečné reparace po bitvě u Grunwaldu.